# Легендарный убийца
«Легендарный убийца» (иер. трад. 狼牙, кант.-рус.: Лон нга, буквально: «Волчьи клыки», англ. Legendary Assassin) — гонконгский криминальный боевик 2008 года режиссёров Никки Ли и У Цзина, снятый по сценарию Фун Чикёна. У Цзин, для которого этот фильм стал режиссёрским дебютом, также исполнил главную роль наряду с Селиной Джейд.

## Сюжет
Поу — наёмник-одиночка, у которого, похоже, есть только один друг в мире — хозяйка ресторана, также являющаяся его куратором. После убийства Председателя Ма, безжалостного криминального авторитета и самого разыскиваемого преступника в мире, он оказывается застрявшим на острове из-за тайфуна и вскоре заводит дружбу с местной женщиной-полицейским Хиу Во. Эти двое сближаются ещё больше из-за стычки с тремя разбойниками, которые также оказываются в единственно оставшимся открытом ресторане. После того, как тело вышеупомянутого криминального авторитета находит полиция острова, служители закона сталкиваются с десятками преступников, связанных с убитым, и Поу — единственный, кто может помочь полицейским противостоять бандитам.

## В ролях
| Актёр        | Персонаж             |
| ------------ | -------------------- |
| У Цзин       | Поу                  |
| Селина Джейд | Хиу Во               |
| Норико Аояма | жена Председателя Ма |
| Алекс Фон    | детектив Хэнсон      |
| Рональд Чен  | Фун Чикён            |
| Сэмми Лён    | Тарзан               |
| Бен Хёй      | Куань Кун            |
| Лам Сют      | Толстый Вин          |
| Марк Чен     | комиссар Ю           |
| Кеннет Лоу   | главный разбойник    |
| Тенки Тхинь  | Медуза               |